# Dolichoderus bidens
Dolichoderus bidens (Linnaeus, 1758) è una formica della sottofamiglia Dolichoderinae.

## Biologia
È una specie arboricola che si aggrega in colonie monoginiche (cioè con una sola regina ovideponitrice) che raggruppano da poche centinaia ad alcune migliaia di operaie. Il formicaio ha la forma di una tazza, ed è fissato alla pagina inferiore di una foglia.

Le colonie di D. bidens ospitano spesso larve e pupe della coccinella Thalassa saginata, il cui sviluppo si compie all'interno del formicaio. La composizione della cuticola di questi coccinellidi assomiglia a quelli delle uova delle formiche; possiedono inoltre delle ghiandole che secernono sostanze attrattive; ciò induce le formiche a proteggerle da parassiti e predatori.